# Агенции на Европейския съюз
Агенциите на Европейския съюз са децентрализирани органи на Европейския съюз (ЕС), различни от институциите му, чието учредяване и статут се определят посредством регламент. Агенциите се учредяват с цел изпълняване на определени задачи, свързани с управлението на програмите на Общността. Всяка отделна агенция е самостоятелна юридическо лице.

## Списък с агенциите на ЕС
За разлика от институциите на ЕС, изпълнителните агенции се формират, за да изпълняват много конкретни задачи, като популяризиране на опазването на околната среда, безопасността на транспорта и многоезичието. Разположени са в различни части на Евросъюза – от Дъблин до Стокхолм и от Варшава до Лисабон, за да предоставят услуги, информация и ноу-хау на институциите на ЕС, държавите членки и обществеността. Първоначално повечето агенции са категоризирани според „трите стълба“ на Европейския съюз, но впоследствие тази структура е изоставена с влизането в сила на Договора от Лисабон.
| Официално име                                                                                            | Абревиатура | Седалище         | Страна-членка      | Създаване | Членове и наблюдатели |
| --- | ----------- | ---------------- | ------------------ | --------- | --- |
| Европейска агенция за безопасност и здраве при работа                                                    | EU-OSHA     | Билбао           | Испания            | 1996      | членове: държавите от ЕС, Европейската комисия |
| Европейски център за развитие на професионалното обучение                                                | CEDEFOP     | Солун            | Гърция             | 1975      | членове: държавите от ЕС наблюдатели: Исландия, Норвегия |
| Европейска фондация за подобряване на условията на живот и полагане на труд                              | EUROFOUND   | Дъблин           | Ирландия           | 1975      | членове: държавите от ЕС, Европейска комисия наблюдатели:EFTA |
| Европейска агенция по околната среда                                                                     | EEA         | Копенхаген       | Дания              | 1994      | членове: държавите от ЕС, Исландия, Лихтенщайн, Норвегия, Швейцария, Турция кооперирани: Албания, Босна и Херцеговина, Хърватия, Северна Македония, Черна гора, Сърбия                                                       |
| Европейска фондация за професионална квалификация                                                        | ETF         | Торино           | Италия             | 1994      | членове: държавите от ЕС, Европейската комисия |
| Европейски център за контрол над наркотичните вещества и наркотичната зависимост                         | EMCDDA      | Лисабон          | Португалия         | 1993      | членове: държавите от ЕС, Европейската комисия, Европейският парламент, Норвегия наблюдатели: Турция |
| Европейска агенция по лекарствата                                                                        | EMA         | Лондон           | Обединено Кралство | 1995      | членове: държавите от ЕС, Европейската комисия, Европейският парламент наблюдатели: Исландия, Лихтенщайн, Норвегия |
| Служба за хармонизация в рамките на вътрешния пазар (Търговски марки, промишлен дизайн и полезни модели) | OHIM        | Аликанте         | Испания            | 1999      | членове: държавите от ЕС, Европейската комисия |
| Служба за разнообразието на растителните видове на Общността                                             | CPVO        | Анже             | Франция            | 1994      | членове: държавите от ЕС, Европейската комисия |
| Преводачески център за органите на Европейския съюз                                                      | CdT         | Люксембург       | Люксембург         | 1994      | членове: държавите от ЕС, Европейската комисия |
| Европейски орган за безопасност на храните                                                               | EFSA        | Парма            | Италия             | 2002      | |
| Европейска агенция по морска безопасност                                                                 | EMSA        | Лисабон          | Португалия         | 2002      | членове: държавите от ЕС, Европейската комисия, Исландия, Норвегия |
| Европейска агенция за авиационна безопасност                                                             | EASA        | Кьолн            | Германия           | 2003      | членове: държавите от ЕС, Европейската комисия, Исландия, Лихтенщайн, Норвегия, Швейцария наблюдатели: Албания, Босна и Херцеговина, Хърватия, Северна Македония, Черна гора, Сърбия, Временна администрация на ООН в Косово |
| Европейска агенция за мрежова и информационна сигурност                                                  | ENISA       | Ираклио          | Гърция             | 2005      | членове: държавите от ЕС |
| ЕЕвропейски център за профилактика и контрол върху заболяванията                                         | ECDC        | Стокхолм         | Швеция             | 2005      | членове: държавите от ЕС, Европейската комисия, Европейският парламент наблюдатели: Исландия, Лихтенщайн, Норвегия |
| Европейски орган за надзор над глобалната навигационна спътникова система                                | GSA         | Брюксел          | Белгия             | 2004      | членове: държавите от ЕС, Европейската комисия наблюдатели: Норвегия, Европейската космическа агенция |
| Европейска железопътна агенция                                                                           | ERA         | Валансиен и Лил  | Франция            | 2004      | членове: държавите от ЕС, Европейската комисия, Норвегия |
| Европейска агенция за управление на операционно сътрудничество в периферните райони                      | Frontex     | Варшава          | Полша              | 2005      | |
| Европейска агенция за контрол на рибарството                                                             | EFCA        | Виго             | Испания            | 2005      | членове: държавите от ЕС, Европейската комисия |
| Европейска агенция по химикали                                                                           | ECHA        | Хелзинки         | Финландия          | 2007      | членове: държавите от ЕС, Европейската комисия, Европейският парламент наблюдатели: Исландия, Норвегия |
| Европейски институт за равенство на половете                                                             | EIGE        | Вилнюс           | Литва              | 2007      | членове: държавите от ЕС |
| Европейска агенция по отбрана                                                                            | EDA         | Брюксел          | Белгия             | 2004      | членове: държавите от ЕС без Дания; Европейската комисия участник: Норвегия |
| Институт на Европейския съюз за изследване на сигурността                                                | ISS         | Париж            | Франция            | 2001      | |
| Сателитен център на Европейския съюз                                                                     | EUSC        | Торехон де Ардос | Испания            | 2002      | |
| Европейски полицейски колеж                                                                              | CEPOL       | Bramshill        | Обединено Кралство | 2001      | членове: държавите от ЕС асоциирани: Исландия, Норвегия, Швейцария |
| Европейска полицейска служба                                                                             | Europol     | Хага             | Холандия           | 1999      | |
| Европейски орган за сътрудничество в областта на правосъдието                                            | Eurojust    | Хага             | Холандия           | 2002      | |
| Агенция на Европейския съюз за основните права                                                           | FRA         | Виена            | Австрия            | 2007      | членове: държавите от ЕС, Европейската комисия, Съветът на Европа |
| Агенция за сътрудничество между енергийните регулаторни органи                                           | ACER        | Любляна          | Словения           | 2011      | |
| Европейски съвет за системен риск                                                                        | ESRB        | Франкфурт        | Германия           | 2010      | [ 24 ] |
| Европейска служба за подкрепа в областта на убежището                                                    | EASO        | Валета           | Малта              | 2011      | |
| Европейски банков орган                                                                                  | EBA         | Лондон           | Обединено кралство | 2011      | [ 26 ] |
| Европейска организация за ценни книжа и пазари                                                           | ESMA        | Париж            | Франция            | 2011      | [ 27 ] |
| Агенция на Европейския съюз за широкомащабни информационни системи                                       | eu-LISA     | Талин            | Естония            | 2012      | |
| Орган на европейските регулатори в областта на електронните съобщения                                    | BEREC       | Рига             | Латвия             | 2010      | членове: държавите от ЕС, Европейската комисия |
| Европейски орган за застраховане и професионално пенсионно осигуряване                                   | EIOPA       | Франкфурт        | Германия           | 2011      | [ 31 ] |
| Европейска космическа агенция                                                                            | ESA         | Париж            | Франция            | 2014      | членове: държавите от ЕС без България, Кипър, Естония, Унгария, Латвия, Литва, Малта, Полша, Словакия, Словения; плюс Норвегия и Швейцария асоциирани: Канада                                                                |

### Бивши агенции на ЕС
| Официално име                        | Абревиатура | Седалище | Страна-членка | Създадена | Членове и наблюдатели                          |
| ------------------------------------ | ----------- | -------- | ------------- | --------- | ---------------------------------------------- |
| Европейска агенция за възстановяване | EAR         | Солун    | Гърция        | 2000      | членове: държавите от ЕС, Европейската комисия |